# فيونا يوين
فيونا يوين (بالألمانية: Fiona Yuen)‏ هي ممثلة ألمانية، ولدت في 1976.

## وصلات خارجية
- فيونا يوين على موقع IMDb (الإنجليزية)